# Доменіко Мартінеллі
Домені́ко Мартіне́ллі (нім. Domenico Martinelli; 30 листопада, 1650, Лукка — 11 вересня, 1718, Відень ?), священик і архітектор з Відня, італієць за походженням.

## Життєпис
Народився в місті Лукка, Тоскана. Висвячений на священика. Мистецтво і архітектуру опановував в Академії св. Луки в Римі.
Працював у містах Варшава, Прага, у Нідерландах, у Відні і в Пожоні (Братислава), згодом емігрував до Австрійської імперії.
При побудові барокового палацу Славков-у-Брна Мартінеллі створив ансамбль, куди увійшли палац князя Кауніца з циркумференціями і курдонером, а також перепланував припалацове поселення та створив у ньому нову парафіяльну церкву.
У Відні розробив проєкт палацу Ліхтенштейн (вибудований у 1692–1702 рр.), створений за зразком палацу Кіджі-Одескалькі. Споруда сподобалась і стала своєрідним зразком для декількох палаців австрійської столиці.

## Вибрані твори

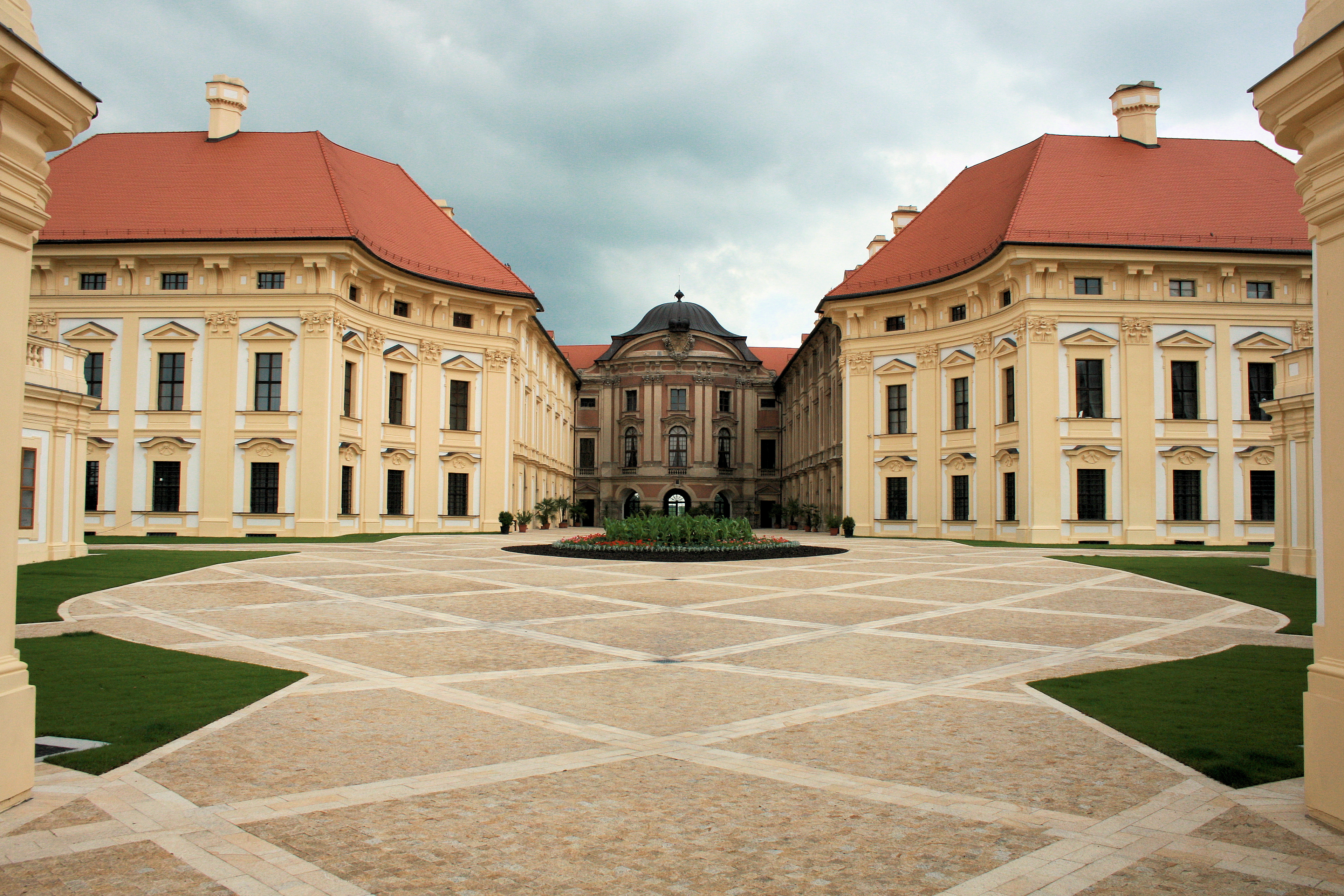
Палац Славков-у-Брна. Парадний двір після відновлення (2010 р.)

- Монастир Сан Ніколо Новелло, Лукка
- Штернберзький палац, Прага, проєкт
- Дітріхштейнський палац, проєкт, Брно
- Палац Гаррах, 1690 р., проєкт
- Палац Славков-у-Брна проєкт, (колишній замок Аустерліц), Моравія, збудований 1696 р.
- Каплиця Св. Урбана, Палац Славков-у-Брна проєкт
- Камальдульський монастир поблизу Нітри (зруйнований)
- Костел Марії Магдалини, Русинов, 1702 р.
- Приходський костел св. Вацлава, Русинов
- Палац Ліхтенштейн, проєкт, Відень, збудований у 1692–1702 рр.
- Колодєє (замок) (Прага), збудовано у 1706—1712 рр., перебудови з бароко у ампір до 1810 р.

## Галерея обраних фото

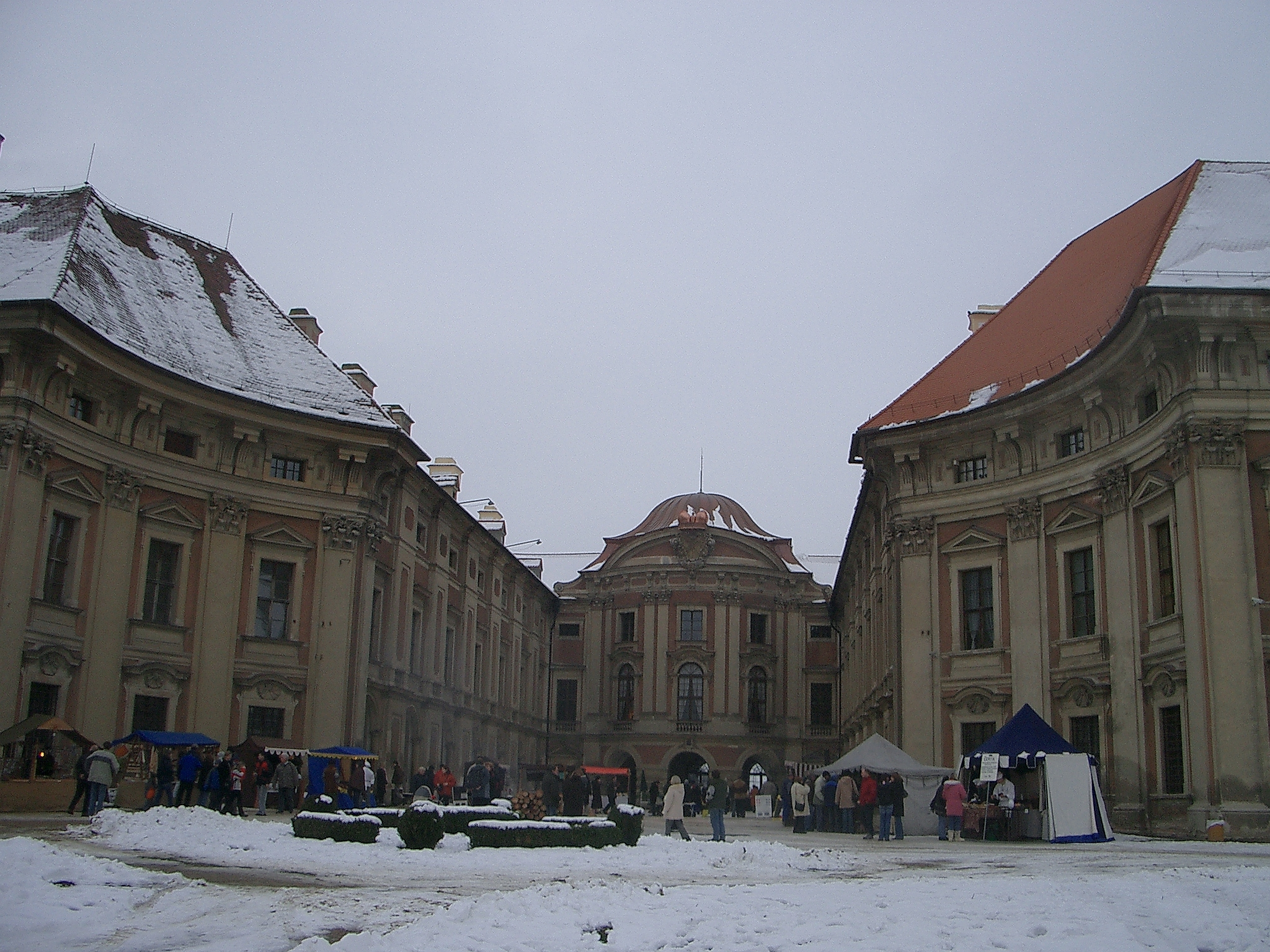
Палац Славков-у-Брна, колишній замок Аустерліц, парадний двір взимку.

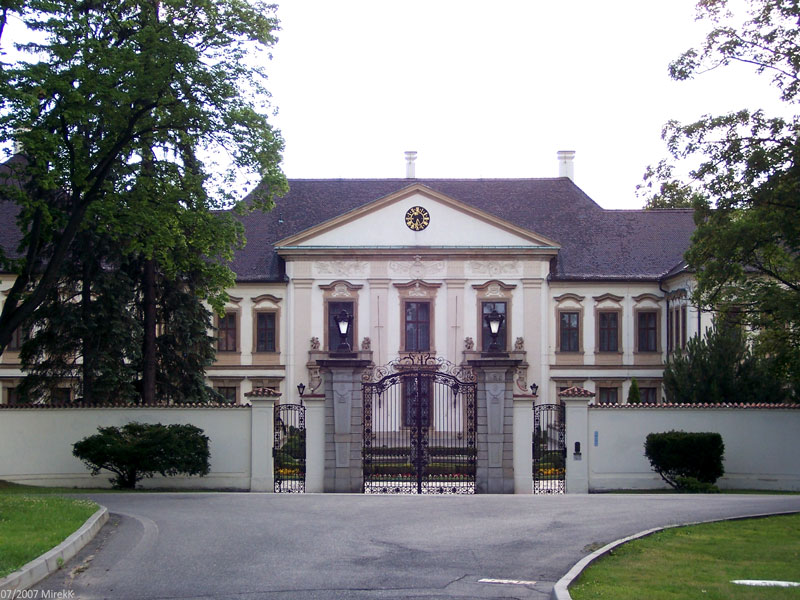
Колодєє (замок) (Прага), збудовано у 1706—1712 рр., перебудови з бароко у ампір до 1810 р.
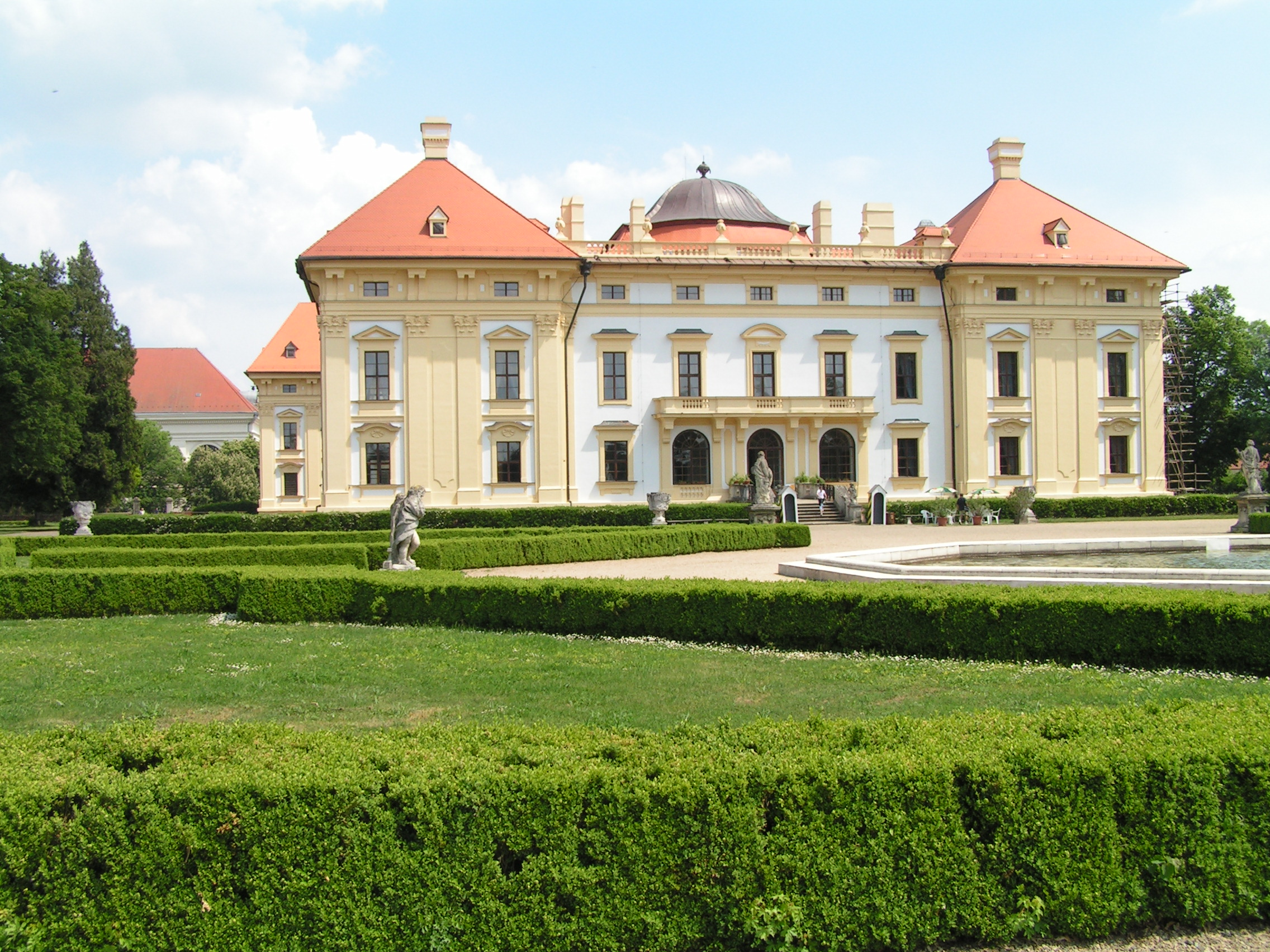
Палац Славков-у-Брна, парковий фасад
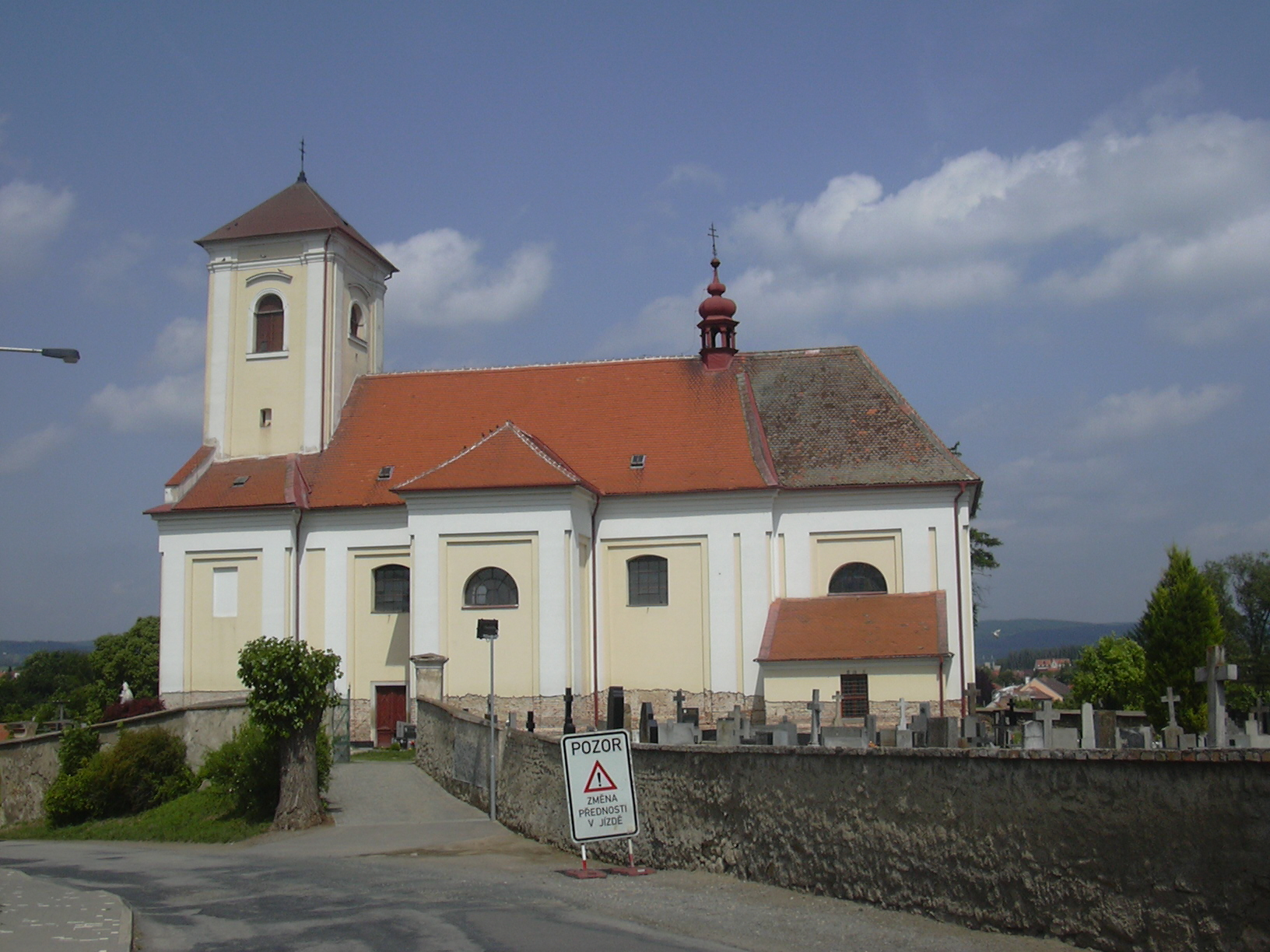
Парафіяльний костел святого Вацлава, Русинов
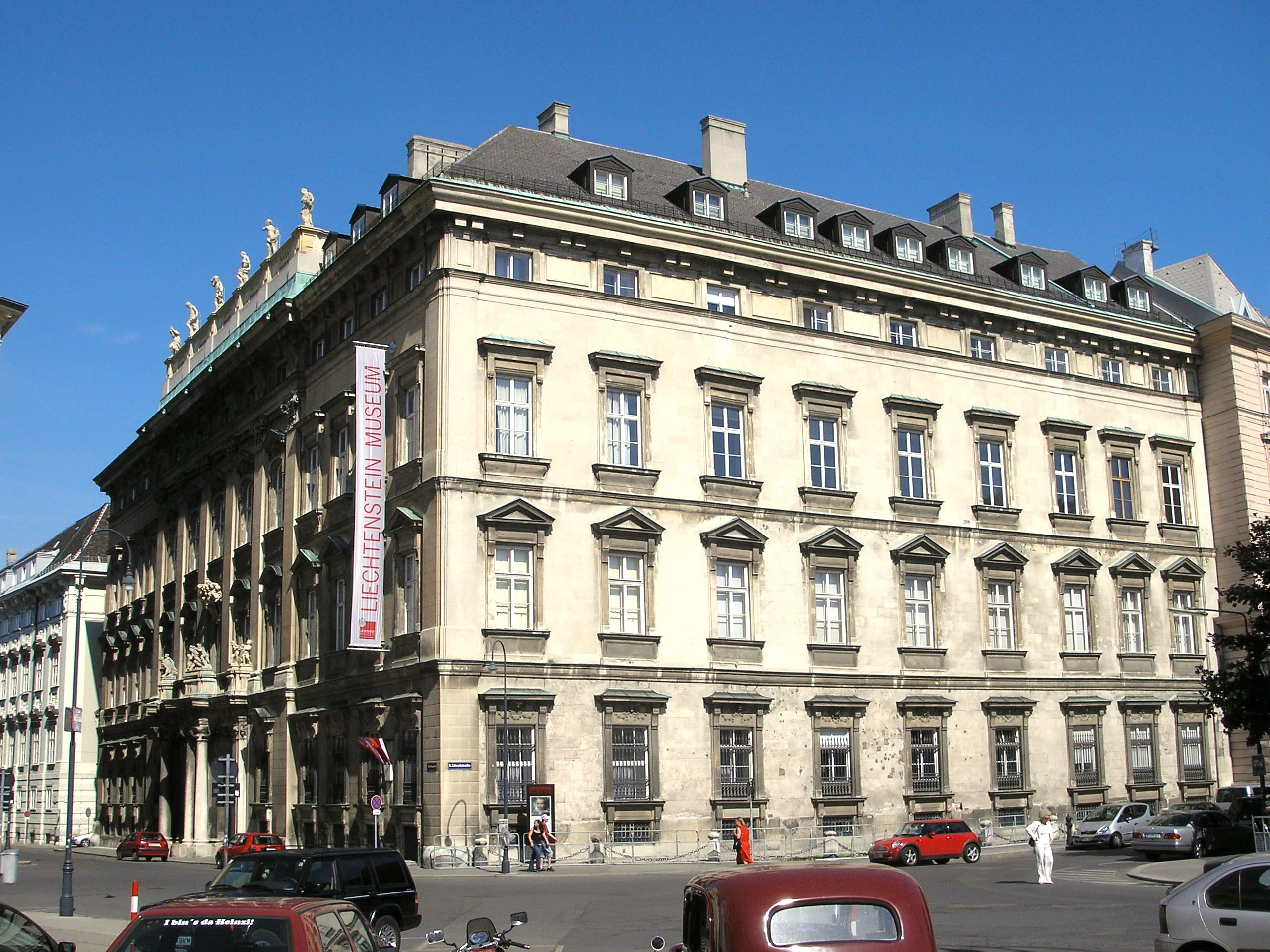
Палац Ліхтенштейн, Відень